# Michael Georgiou
Michael Georgiou (Forest Hill, 18 gennaio 1988) è un giocatore di snooker inglese naturalizzato cipriota.

## Carriera
Michael Georgiou non disputa nessun torneo al suo esordio nella stagione 2008-2009.
Perde al debutto nello UK Championship 2014 contro Anthony McGill per 6-4 al primo turno, il suo primo torneo tra i professionisti.
Dopo una serie di uscite nei primi turni, nell'anno solare 2018 riesce a vincere lo Shoot-Out e a realizzare il primo 147 al Paul Hunter Classic.

## Ranking
| Stagione  | Ranking iniziale | Ranking finale |
| --------- | ---------------- | -------------- |
| 2008-2009 | Non classificato | 94             |
| 2014-2015 | Non classificato | 90             |
| 2015-2016 | 75               | 77             |
| 2016-2017 | Non classificato | 90             |
| 2017-2018 | 74               | 49             |
| 2018-2019 | 49               | 46             |
| 2019-2020 | 46               |                |

### Break Massimi da 147: 1
| N° | Anno | Competizione        | Avversario | Note  |
| -- | ---- | ------------------- | ---------- | ----- |
| 1  | 2018 | Paul Hunter Classic | Umut Dikme | [ 5 ] |

## Tornei vinti

### Titoli Ranking: 1
| Titoli Ranking | Titoli Ranking | Titoli Ranking | Titoli Ranking |
| -------------- | -------------- | -------------- | -------------- |
| Competizione   | Anno           | Avversario     | Note           |
| Shoot-Out      | 2018           | Graeme Dott    | [ 4 ]          |